# Камран Гасемпур
Камран Гасемпур (1 квітня 1996 , Джуйбарd, Мазендеран ) — іранський борець вільного стилю, дворазовий чемпіон світу та чемпіон Азії.

## Спортивні результати на міжнародних змаганнях

### Виступи на Чемпіонатах світу
| Змагання                        | Збірна | Вагова категорія          | Місце  |
| ------------------------------- | ------ | ------------------------- | ------ |
| Чемпіонат світу з боротьби 2021 | Іран   | вільна боротьба, до 92 кг | Золото |
| Чемпіонат світу з боротьби 2022 | Іран   | вільна боротьба, до 92 кг | Золото |
| Чемпіонат світу з боротьби 2024 | Іран   | вільна боротьба, до 92 кг | 5      |

### Виступи на Чемпіонатах Азії
| Змагання                       | Збірна | Вагова категорія          | Місце  |
| ------------------------------ | ------ | ------------------------- | ------ |
| Чемпіонат Азії з боротьби 2019 | Іран   | вільна боротьба, до 86 кг | Золото |
| Чемпіонат Азії з боротьби 2021 | Іран   | вільна боротьба, до 92 кг | Золото |

### Виступи на Кубках світу
| Змагання                    | Збірна | Вагова категорія | Місце  |
| --------------------------- | ------ | ---------------- | ------ |
| Кубок світу з боротьби 2022 | Іран   | команда          | Срібло |

### Виступи на інших змаганнях
| Змагання                                     | Збірна | Вагова категорія          | Місце  |
| -------------------------------------------- | ------ | ------------------------- | ------ |
| Кубок Тахті 2018                             | Іран   | вільна боротьба, до 86 кг | Золото |
| Київський Міжнародний турнір з боротьби 2018 | Іран   | вільна боротьба, до 86 кг | Золото |
| Клубний чемпіонат світу з боротьби 2018      | Іран   | команда                   | Золото |
| Кубок Тахті 2019                             | Іран   | вільна боротьба, до 86 кг | Золото |
| Турнір Г. Картозія і В. Балавадзе 2019       | Іран   | вільна боротьба, до 86 кг | Золото |
| Клубний чемпіонат світу з боротьби 2019      | Іран   | команда                   | Золото |
| Меморіал Болата Турлиханова 2022             | Іран   | вільна боротьба, до 92 кг | Золото |
| Відкритий чемпіонат Загреба з боротьби 2024  | Іран   | вільна боротьба, до 97 кг | Бронза |
| Меморіал Маттео Пелліконе 2024               | Іран   | вільна боротьба, до 92 кг | Золото |
| Турнір Мухамета Мало 2025                    | Іран   | вільна боротьба, до 92 кг | Золото |

### Виступи на змаганнях молодших вікових груп
| Змагання                                      | Збірна | Вагова категорія          | Місце  |
| --------------------------------------------- | ------ | ------------------------- | ------ |
| Чемпіонат Азії з боротьби серед кадетів 2013  | Іран   | вільна боротьба, до 69 кг | Золото |
| Чемпіонат світу з боротьби серед кадетів 2013 | Іран   | вільна боротьба, до 69 кг | Срібло |
| Чемпіонат світу з боротьби серед молоді 2018  | Іран   | вільна боротьба, до 86 кг | Золото |
| Чемпіонат світу з боротьби серед молоді 2019  | Іран   | вільна боротьба, до 86 кг | Золото |